# Serie A1 1996-1997 (pallavolo femminile)
La Serie A1 1996-1997 si è svolta tra il 1996 e il 1997: al torneo hanno partecipato dodici squadre di club italiane e la vittoria finale è andata per la seconda volta consecutiva al Bergamo.

## Squadre partecipanti
Virtus Reggio Calabria e Romanelli sono state ammesse al campionato dopo le rinunce di Sumirago e Altamura. 
| Club                   | Stagione | Città           | Impianto               | Stagione precedente                                |
| ---------------------- | -------- | --------------- | ---------------------- | -------------------------------------------------- |
| Amatori Bari           | dettagli | Bari            | PalaCarbonara          | 9ª in Serie A1                                     |
| Bergamo                | dettagli | Bergamo         | Palazzetto dello sport | 1ª in Serie A1; campione d'Italia                  |
| Canottieri Aniene      | dettagli | Roma            | Palazzetto dello Sport | 3ª in Serie A1; semifinali play-off scudetto       |
| Cistellum              | dettagli | Cislago         | PalaAllende            | 6ª in Serie A1; quarti di finale play-off scudetto |
| Matera                 | dettagli | Matera          | PalaSassi              | 5ª in Serie A1; quarti di finale play-off scudetto |
| Modena                 | dettagli | Modena          | PalaPanini             | 2ª in Serie A1; finale play-off scudetto           |
| Montichiari            | dettagli | Montichiari     | PalaGeorge             | 2ª in Serie A2; ? play-off promozione              |
| Reggio Emilia          | dettagli | Reggio Emilia   | PalaBigi               | 7ª in Serie A1; quarti di finale play-off scudetto |
| Romanelli              | dettagli | Firenze         | Nelson Mandela Forum   | -                                                  |
| Sirio Perugia          | dettagli | Perugia         | PalaEvangelisti        | 3ª in Serie A2; ? play-off promozione              |
| Unrra Casas            | dettagli | Messina         | PalaTracuzzi           | 1ª in Serie A2                                     |
| Virtus Reggio Calabria | dettagli | Reggio Calabria | PalaCalafiore          | 9ª in Serie A2                                     |

## Torneo

### Regular season

#### Classifica
| Pos. | Squadra                 | Pt | G  | V  | P  | SV | SP |
| ---- | ----------------------- | -- | -- | -- | -- | -- | -- |
| 1.   | Anthesis Modena         | 40 | 22 | 20 | 2  |    |    |
| 2.   | Foppapedretti Bergamo   | 38 | 22 | 19 | 3  |    |    |
| 3.   | CerMagica Reggio Emilia | 32 | 22 | 16 | 6  |    |    |
| 4.   | Medinex Reggio Calabria | 32 | 22 | 16 | 6  |    |    |
| 5.   | Canottieri Aniene       | 32 | 22 | 16 | 6  |    |    |
| 6.   | Romanelli Firenze       | 24 | 22 | 12 | 10 |    |    |
| 7.   | Despar Perugia          | 20 | 22 | 10 | 12 |    |    |
| 8.   | Parmalat Matera         | 18 | 22 | 9  | 13 |    |    |
| 9.   | Preca Brummel Cislago   | 12 | 22 | 6  | 16 |    |    |
| 10.  | Cavagrande Messina      | 12 | 22 | 6  | 16 |    |    |
| 11.  | City Moda Bari          | 4  | 22 | 2  | 20 |    |    |
| 12.  | Yokohama Montichiari    | 0  | 22 | 0  | 22 |    |    |

| Ammesse ai play-off scudetto | Retrocesse in Serie A2 |

### Play-off scudetto

#### Tabellone
|  | Quarti di finale | Quarti di finale | Quarti di finale | Quarti di finale | Quarti di finale |                   |        | Semifinali    | Semifinali | Semifinali | Semifinali | Semifinali |  |  | Finale | Finale | Finale | Finale | Finale | Finale | Finale |
|  |                  |                  |                  |                  |                  |                   |        |               |            |            |            |            |  |  |        |        |        |        |        |        |        |
|  | 1                | Modena           | 3                | 3                |                  |                   |        |               |            |            |            |            |  |  |        |        |        |        |        |        |        |
|  | 8                | Matera           | 0                | 2                |                  |                   |        |               |            |            |            |            |  |  |        |        |        |        |        |        |        |
|  | 8                | Matera           | 0                | 2                |                  | 1                 | Modena | 3             | 3          |            |            |            |  |  |        |        |        |        |        |        |        |
|  |                  |                  |                  |                  |                  | 1                 | Modena | 3             | 3          |            |            |            |  |  |        |        |        |        |        |        |        |
|  |                  | 4                | Reggio Calabria  | 1                | 0                |                   |        |               |            |            |            |            |  |  |        |        |        |        |        |        |        |
|  | 5                | 4                | Reggio Calabria  | 1                | 0                | Canottieri Aniene | 1      | 3             | 0          |            |            |            |  |  |        |        |        |        |        |        |        |
|  | 5                |                  |                  |                  |                  | Canottieri Aniene | 1      | 3             | 0          |            |            |            |  |  |        |        |        |        |        |        |        |
|  | 4                | Reggio Calabria  | 3                | 2                | 3                |                   |        |               |            |            |            |            |  |  |        |        |        |        |        |        |        |
|  |                  |                  |                  |                  |                  |                   |        |               |            |            |            |            |  |  | 1      | Modena | 3      | 0      | 2      | 1      |        |
|  |                  |                  | 2                | Bergamo          | 2                | 3                 | 3      | 3             |            |            |            |            |  |  |        |        |        |        |        |        |        |
|  | 3                | Reggio Emilia    | 2                | 3                | 3                |                   |        |               |            |            |            |            |  |  |        |        |        |        |        |        |        |
|  | 6                | Firenze          | 3                | 2                | 0                |                   |        |               |            |            |            |            |  |  |        |        |        |        |        |        |        |
|  | 6                | Firenze          | 3                | 2                | 0                |                   | 3      | Reggio Emilia | 0          | 1          |            |            |  |  |        |        |        |        |        |        |        |
|  |                  |                  |                  |                  |                  |                   | 3      | Reggio Emilia | 0          | 1          |            |            |  |  |        |        |        |        |        |        |        |
|  |                  | 2                | Bergamo          | 3                | 3                |                   |        |               |            |            |            |            |  |  |        |        |        |        |        |        |        |
|  | 7                | 2                | Bergamo          | 3                | 3                | Perugia           | 0      | 0             |            |            |            |            |  |  |        |        |        |        |        |        |        |
|  | 7                |                  |                  |                  |                  | Perugia           | 0      | 0             |            |            |            |            |  |  |        |        |        |        |        |        |        |
|  | 2                | Bergamo          | 3                | 3                |                  |                   |        |               |            |            |            |            |  |  |        |        |        |        |        |        |        |